# Phlogothauma
Phlogothauma is een geslacht van vlinders uit de familie wespvlinders (Sesiidae), onderfamilie Sesiinae.
Phlogothauma is voor het eerst wetenschappelijk beschreven door Butler in 1882. De typesoort is Phlogothauma scintillans.

## Soort
Phlogothauma omvat de volgende soort:
- Phlogothauma scintillans Butler, 1882